# Alhambra, Kalifornien
Alhambra är en stad (city) i Los Angeles County, i delstaten Kalifornien, USA. Enligt United States Census Bureau har staden en folkmängd på 83 693 invånare (2011) och en landarea på 19,8 km².